# St. Augustinus (München-Trudering)
Koordinaten: 48° 7′ 3,5″ N, 11° 39′ 15,3″ O
Die katholische Pfarrgemeinde St. Augustinus liegt im Osten Münchens und ist eine der insgesamt sechs Pfarreien im 15. Münchner Stadtbezirk Trudering-Riem. In der Damaschkestraße befindet sich die Pfarrkirche St. Augustinus, welche im Jahr 1955 eingeweiht wurde. Die Pfarreien St. Augustinus und St. Franz Xaver wurden zum Pfarrverband Trudering – St. Augustinus und St. Franz Xaver zusammengeschlossen.

## Geschichte von Pfarrgemeinde und Pfarrzentrum
Die Pfarrgemeinde St. Augustinus wurde 1931 errichtet. Die erste Kirche in der Gegend war eine 1899 erbaute Feldkapelle (jetzt: Kriegergedächtniskapelle an der Corinthstraße). Aufgrund der hohen Siedlertätigkeit im heutigen Pfarrbezirk nach dem Ersten Weltkrieg wurde die Feldkapelle, wo seit 1923 regelmäßig Sonntagsgottesdienste gefeiert wurden, schon bald zu klein; der Wunsch nach einer größeren Kirche und einer eigenen Seelsorgsstelle wuchs. 1931 wurde eine Notkirche, ein einfacher Holzbau mit 120 Sitz- und 280 Stehplätzen, errichtet und am 22. November 1931 geweiht. Am 1. November 1931 wurde die Kuratie St. Augustinus in Trudering-Süd eröffnet.

Innenraum

Ende 1934 erlangte der 1932 der Pfarrei St. Peter und Paul unterstellte Seelsorgsbezirk seine Selbstständigkeit. Kurze Zeit später kamen die Filiale St. Franz-Xaver und weitere Gebietsteile hinzu. Die Jahre des Zweiten Weltkriegs verhinderten die Realisierung eines Kirchenneubaus, für den bereits Pläne von Prof. Döllgast vorlagen.
1949 wurde St. Augustinus mit seinen 6000 Gemeindemitgliedern zur Stadtpfarrei erhoben. Die immer größer werdende Raumnot ließ den Wunsch nach einem neuen Gotteshaus aufkommen, wofür man 1954 die Baugenehmigung bekam. Planung und Realisierung lagen in den Händen von Dombaumeister Georg Berlinger. Ende 1954 stand der Rohbau, am 28. August 1955 wurde die neue Augustinuskirche von Weihbischof Johannes Neuhäusler konsekriert. Zum 1. August 1959 wurde die bisherige Filiale St. Franz-Xaver von der mittlerweile ca. 10 000 Katholiken zählenden Pfarrgemeinde St. Augustinus abgetrennt und zu einem selbstständigen Seelsorgsbezirk erhoben.
Die Weihe des neuen Pfarrheims im Jahr 1963, die Eröffnung des Pfarrcaritaskindergartens am 1. Januar 1966 und die Errichtung der Mesnerwohnung im Jahr 1971 komplettierten das Pfarrzentrum St. Augustinus. Das Pfarrheim musste aufgrund eines Brandes im Jahr 1978 neu aufgebaut werden. 1993 begannen die sechsjährigen Planungsarbeiten für eine umfassende Sanierung und Neugestaltung der Kirche. Seit September 2001 erstrahlt sie Pfarrkirche in neuem Glanz, 2003 wurde der neu gestaltete Kirchenvorplatz eingeweiht.
Heute gehören zur Pfarrgemeinde St. Augustinus etwa 5000 Katholiken.

## Die Pfarrkirche St. Augustinus

### Außenbau
Die Augustinuskirche ist nach Osten ausgerichtet. Sie stellt einen schlichten, klar gegliederten modernen Hallenbau dar, wie er für Gotteshäuser der 50er-Jahre bezeichnend ist. Der rechteckige, gedrungene Turm weist eine Grundfläche von 7 × 9 m auf und wird von einem flachen, überstehenden Metalldach abgeschlossen. Wegen der Flugsicherheit der in Riem startenden und landenden Maschinen durfte am Turm kein abschließendes Kreuz mehr angebracht werden. In jüngerer Vergangenheit installierte man an der Nordseite ein Turmkreuz. Über den großen Zifferblättern der Uhr befindet sich die Glockenstube mit jeweils drei (West-/Ostseite), beziehungsweise zwei (Nord-/Südseite) Schallöffnungen.
Die Ausmaße der Kirche:
- Länge: 45 m
- Breite: 22 m
- Höhe: 15 m
- Turmhöhe: 26 m (mit Kreuz 32 m)

Das Augustinusrelief in der Westfassade wurde im Jahr 1958 vom Künstler Siegfried Moroder geschaffen.

### Innenraum

Chor und Seitenaltäre

Das heutige Erscheinungsbild des weitläufigen Innenraumes wird im Wesentlichen von der Sanierung und Umgestaltung in den Jahren 1999–2001 geprägt.
Dabei wurden die wichtigsten Orte liturgischen Geschehens auf der Mittelachse angeordnet: Im Eingangsbereich das Taufbecken, auf den Stufen zum Presbyterium der Ambo und schließlich der Zelebrationsaltar.
Das Taufbecken im Eingangsbereich verdeutlicht, dass die Taufe das Eingangssakrament ist, durch das der neugetaufte Christ in die Kirche als die GemeinsPXPXchaft der Glaubenden aufgenommen wird. Im Stein sind zwei Öffnungen: in der einen ist eine Vorrichtung zum Entnehmen des geweihten Wassers integriert und in der anderen werden die geweihten Öle aufbewahrt.
Der neue Zelebrationsaltar wurde aus Solnhofer Jurastein geschaffen und birgt Reliquien des Seligen Kaspar Stanggassinger.
Raumbeherrschend ist das mächtige, 4,20 Meter hohe und 21 Zentner schwere Triumphkreuz an der Wand des Presbyteriums. Geschaffen wurde es, wie das Augustinusrelief an der Westfassade, von Siegfried Moroder.
Eingerahmt wird es durch acht im Sgraffito-Stil – einer ornamentalen Bilderschrift – gestaltete Szenen aus dem Leben des Kirchenpatrons Augustinus. Im selben Stil präsentiert sich der Kreuzweg.
Die Figuren der Muttergottes (1956), sowie des heiligen Josef (1957) – beide mit dem Jesuskind dargestellt –, stammen ebenfalls vom Bildhauer Siegfried Moroder.
Der Tabernakel ist ein Werk des Münchner Goldschmiedemeisters Max Oloff aus dem Jahr 1955.
In einer Nische rechts neben dem Haupteingang befindet sich ein auf den ersten Blick ungewöhnlich erscheinendes, rundliches Objekt aus Holz: es handelt sich um einen Beicht- und Gesprächsraum, der zusätzlich zu den schon vorhandenen Beichtstühlen eingerichtet wurde.

### Orgel

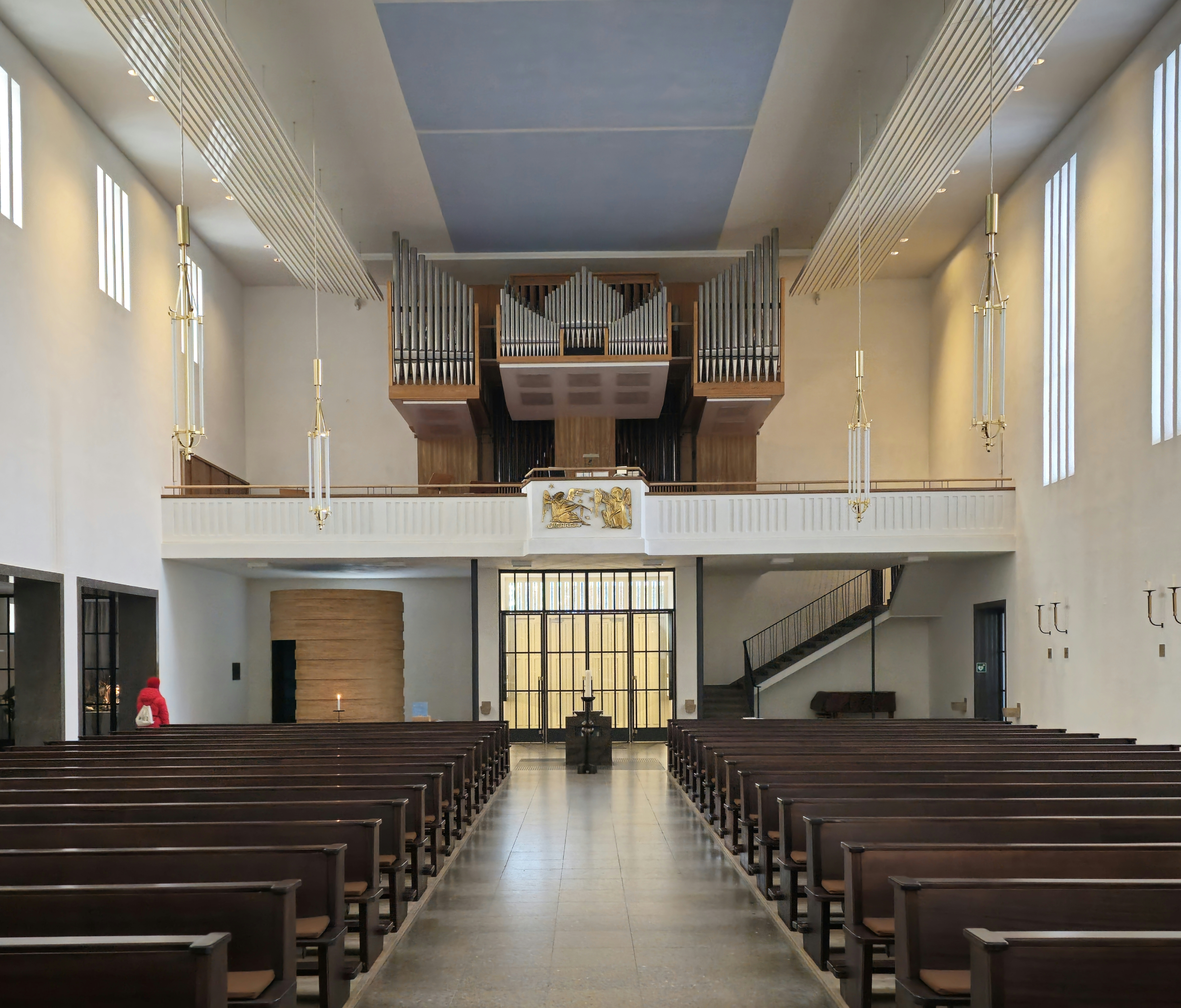
Blick zur Orgelempore

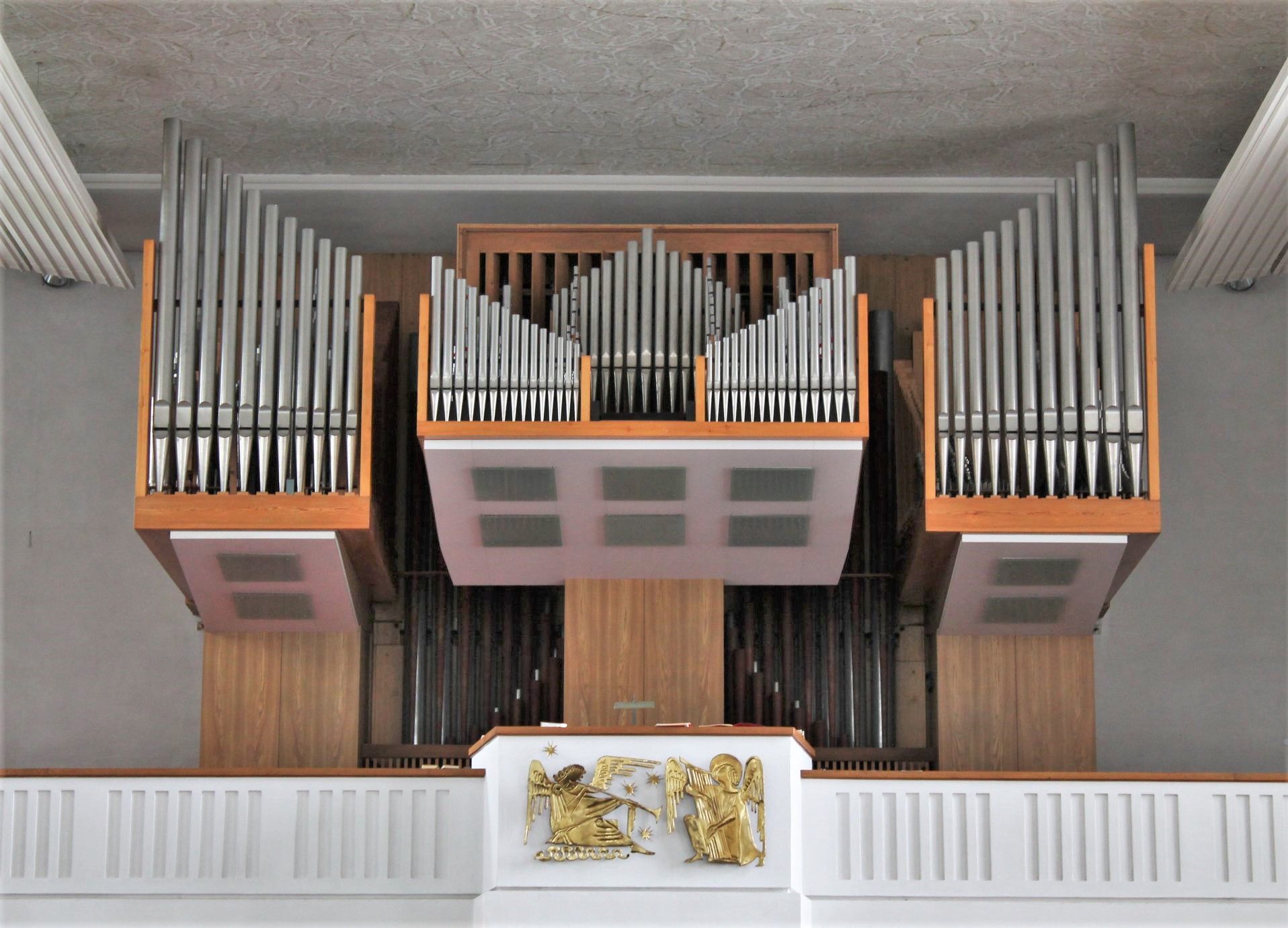
Orgelprospekt

Auf der Westempore befindet sich die große Hauptorgel mit ihren 41 klingenden Registern, welche 1965 von der Münchner Orgelbaufirma Carl Schuster erbaut und in der Folgezeit mehrfach, insbesondere im Jahr 1998, umgebaut wurde. Aufgrund der Disposition und der klanglichen Erscheinung ist die Orgel prädestiniert für das sinfonische Repertoire der deutschen Romantik. Im Zuge der jüngsten Kirchenrenovierung fand eine Generalsanierung des Instruments statt.
| I Hauptwerk C–g3 |       |
| Bourdon          | 16′   |
| Prinzipal        | 8′    |
| Rohrflöte        | 8′    |
| Flûte harm.      | 8′    |
| Oktav            | 4′    |
| Offenflöte       | 4′    |
| Oktav            | 2′    |
| Mixtur           | 1 ⁄3′ |
| Trompete         | 8′    |
| Clairon          | 4′    |

| II Positiv C–g3  |        |
| Holzgedackt      | 8′     |
| Rohrflöte        | 8′     |
| Singendprinzipal | 4′     |
| Blockflöte       | 4′     |
| Waldflöte        | 2′     |
| Quinte           | 2 ⁄3′  |
| Zimbel           | 1′     |
| Terz             | 1 3⁄5′ |
| Krummhorn        | 8′     |
|                  |        |
| Tremulant        |        |

| III Schwellwerk C–g3 |       |
| Harfenprinzipal      | 8′    |
| Metallgedackt        | 8′    |
| Weidenpfeife         | 8′    |
| Vox céleste          | 8′    |
| Weitprinzipal        | 4′    |
| Koppelflöte          | 4′    |
| Flöte                | 2′    |
| Sesquialter          | 2 ⁄3′ |
| Mixtur               | 2′    |
| Englisch Horn        | 16′   |
| Oboe                 | 8′    |
| Rohrschalmei         | 4′    |
|                      |       |
| Tremulant            |       |

| Pedal C–f1 |       |
| Prinzipal  | 16′   |
| Subbass    | 16′   |
| Oktavbass  | 8′    |
| Flöte      | 8′    |
| Choralbass | 4′    |
| Feldflöte  | 2′    |
| Mixtur     | 2 ⁄3′ |
| Posaune    | 16′   |
| Fagott     | 16′   |
| Trompete   | 8′    |

- Koppeln: II/I, III/I, III/II, I/P, II/P, III/P, Generalkoppel
- Spielhilfen: Setzeranlage, 2 freie Kombinationen, 1 freie Pedalkombination, Tutti, Crescendowalze, Walze Ab, Handregister aus Crescendo, Koppeln aus Crescendo, Einzelabsteller für Labialregister aus der Crescendowalze, Zungeneinzelabsteller, Zungengeneralabsteller, Handregister zu den freien Kombinationen, Pianopedal Ab, Manual 16' Ab

### Glocken

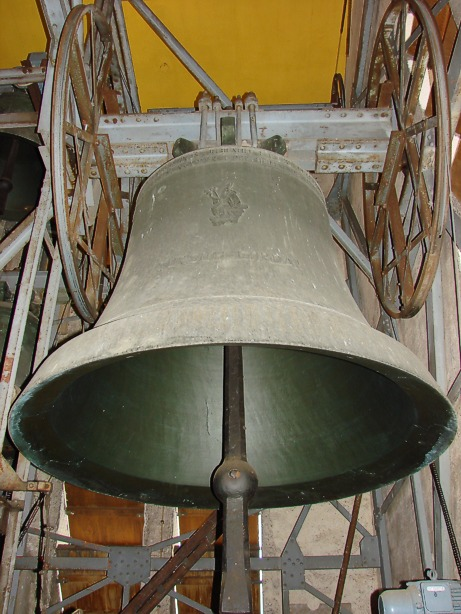
Augustinusglocke

In der geräumigen Glockenstube befindet sich ein tontiefes Geläut, welches aus insgesamt sieben Glocken besteht. Diese wurden von Karl Czudnochowsky in zinnfreier Bronzelegierung („Euphon“) gegossen und bilden zusammen eines der größten Geläute aus der Werkstatt des Erdinger Gießers.
Die Monikaglocke wurde vom Turm der Notkirche in das Geläute der neuen Pfarrkirche übernommen, die ehemalige Michaelsglocke (des2) wurde eingeschmolzen und für den Guss der Josefsglocke verwendet.
Am 22. März 1955 erfolgte der Guss der beiden großen Glocken, die vier übrigen entstanden am 1. April. Bereits am 17. April 1955 konnten die neuen Glocken geweiht werden. Die Gesamtkosten für Glockenstuhl und -guss beliefen sich auf 56.000 DM.
Es existiert eine reich differenzierte Läuteordnung, die das musikalische Potential des Geläuts ausnützt.
| Nr. | Name            | Nominal (HT-1/16) | Masse (kg) | Gussjahr | Gießer, Gussort            |
| 1   | Augustinus      | as0 +6            | 3752       | 1955     | Karl Czudnochowsky, Erding |
| 2   | Christkönig     | c1 +5             | 1795       | 1955     | Karl Czudnochowsky, Erding |
| 3   | Maria           | es1 +6            | 1166       | 1955     | Karl Czudnochowsky, Erding |
| 4   | Georg           | f1 +5             | 778        | 1955     | Karl Czudnochowsky, Erding |
| 5   | Albertus Magnus | as1 +6            | 435        | 1955     | Karl Czudnochowsky, Erding |
| 6   | Monika          | b1 +5             | 272        | 19??     | Karl Czudnochowsky, Erding |
| 7   | Josef           | c2 +6             | 220        | 1955     | Karl Czudnochowsky, Erding |

## Generalsanierung Kindergarten
Nachdem der Kindergarten seit dessen Eröffnung im Jahr 1966 keine großen Sanierungen erhalten hatte, fand am 24. Juli 2010 der Umzug des Kindergartens in das ehemalige Mesnerhaus und in Container statt. Im Zuge einer bis zu Beginn des Kindergartenjahres 2012/13 andauernden Generalsanierung erhielt der Kindergarten einen Raum für eine Kinderkrippe. Außerdem wurden u. a. alle Räume, der Spielgarten und die Außenfassade des Gebäudes erneuert.